# Matriz de rotação

Rotação e pseudorrotação de um vetor no espaço bidimensional. A rotação preserva a norma (comprimento) do vetor, a pseudorrotação não. A rotação é representada por uma matriz unitária, a matriz de rotação. Uma pseudorrotação é representada por uma matriz não unitária.

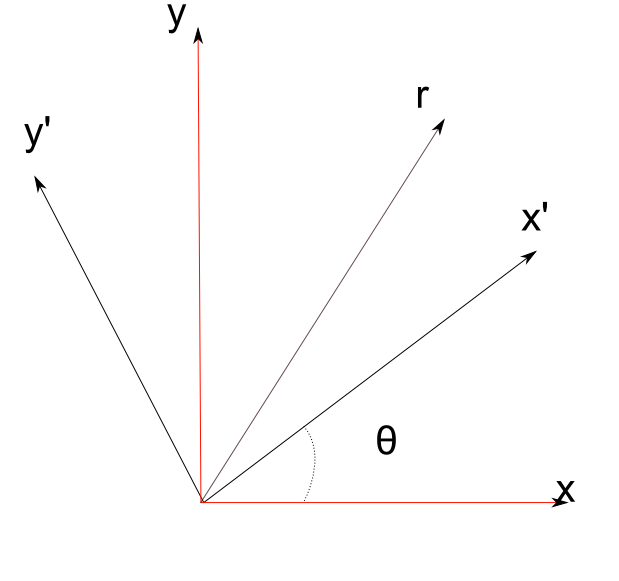
Interpretação da matriz de rotação como determinante de uma mudança de referencial. Na figura o vetor (preto, ao centro) tem coordenadas distintas no sistema XY (vermelho) e no sistema X'Y' (preto) - que diverge do sistema inicial por um ângulo. Conhecido, a matriz (ver texto) permite o cálculo de.

Uma matriz de rotação é uma matriz quadrada que, quando aplicada sobre a representação matemática de vetor - uma matriz coluna - tem o efeito de mudar a direção do vetor por ela representado mas não a sua magnitude; fazendo-o assim fisicamente revolver em torno de um eixo de rotação definido pelos elementos da matriz; por um valor angular também por eles especificado. O resultado da operação é uma segunda matriz coluna que encerra as coordenadas do vetor resultante da rotação .
Matrizes de rotação são unitárias e não alteram a norma do vetor. Se uma matriz não estiver contudo normalizada, essa pode, além de rotacionar o vetor, também afetar seu módulo. Embora essa matrizes também impliquem rotações (ou melhor, pseudorrotações), o uso de matrizes não normalizadas a fim de representar rotações puras é contudo coibido ao exigir-se a unitariedade da matriz de rotação.
A rotação de um vetor implica a modificação de suas projeções sobre os eixos coordenados, e conforme apresentada dá-se em um sistema de coordenadas específico e único (figura à esquerda). A situação física associada pode contudo ser igualmente compreendida não dessa forma; mas sim como uma mudança de referencial estabelecida entre dois sistemas de coordenadas com origens comuns, mas que tenham seus eixos coordenados não coincidentes; via diferenças providas por uma rotação em torno do mesmo eixo de rotação, e pelo mesmo valor angular, antes associados à rotação do vetor. A rotação do eixos coordenados é feita contudo em sentido contrário ao sentido de rotação do vetor na primeira interpretação. Nesse segundo cenário (figura acima, à direita) o vetor permanece imóvel no espaço, e o sistema de coordenadas é que gira .
Frente à ultima interpretação, a matriz de rotação é entendida como uma matriz de mudança de referencial entre dois referenciais ortonormais que, embora não transladem entre si, giram um em relação ao outro.
O uso de uma ou outra interpretação é facultativo, sendo para todos os efeitos equivalentes.

## Considerações iniciais

Imagem de um crânio em rotação (clique sobre a figura). Em vermelho, a mandíbula. Imagens como essas são produzidas em programas que implementam matrizes de rotação em seus algoritmos.

As matrizes de rotação buscam em princípio representar, em linguagem matemática, operações físicas reais associadas às rotações de objetos, geralmente extensos e sólidos, em um dado espaço dimensional, geralmente o espaço tridimensional.
Assumindo-se, em uma visão ativa, um objeto tridimensional em rotação conforme observado a partir de um referencial fixo, inercial, com origem e sistema de coordenados definidos segundo um sistema cartesiano dextrogiro ortonormal, todas as possíveis rotações pelo corpo fisicamente implementáveis integram o que se designa normalmente por rotações próprias. Qualquer rotação própria é factualmente implementável pelo objeto em questão.
Matematicamente é possível, contudo, implementar-se uma "visão especular" de tais rotações, propriamente falando uma inversão; o que fisicamente consistiria em algo parecido a, partindo-se do objeto real, implementar-se uma operação de rotação própria, impondo-se agora contudo que o observador visualize a configuração final do objeto não diretamente mas sim através de um espelho, fazendo-o de forma a situar os reais pontos em observação sempre às suas costas. Todas as coordenadas de um dado ponto em observação aparecem, assim, invertidas (com sinais negativos justapostos) na situação final; sendo qualquer ponto visualizado 180o aquém de sua real posição em relação a origem.
Uma operação de rotação seguida de inversão não é fisicamente implementável pelo objeto em virtude da quebra de quiralidade diretamente envolvida na transformação de inversão. A mão direita nunca pode ser na prática rotacionada - seja qual for a rotação fisicamente implementável pensada - de forma a sobrepor-se precisamente à mão esquerda, pois essa corresponde à sua reflexão especular.
Rotações seguidas de inversão são conhecidas como rotações impróprias; e não são fisicamente implementáveis mediante rotações do objeto apenas. Matrizes que representam rotações impróprias são facilmente identificáveis pois implicam, no sistema de coordenadas dextrogiro previamente estabelecido, matrizes com determinantes cujos sinais são sempre o negativo (-1) das matrizes que representam as rotações próprias (+1).
Rotações impróprias são também descritas por matrizes que, por muitos autores, são também chamadas matrizes de rotação. Contudo a expressão "matriz de rotação" implica, para a maioria dos autores, apenas as matrizes que representam rotações próprias; e nesses termos é que se define, aparte exceções explícitas, uma matriz de rotacão nesse artigo.
Matrizes de rotação encontram enorme aplicação na Física, fazendo-se sempre presentes na descrição da dinâmica de corpos extensos, da matéria e mesmo da energia; em engenharia; em química, e em qualquer área onde a representação de algum objeto físico se faça necessária. Desempenha importante papel também na área de informática, sobretudo na elaboracão de programas conhecidos genericamente pelas siglas CADs, CNCs, e outros. Particularmente na área de multimédia o uso das matrizes de rotação faz-se de extrema importância, sendo nesse caso também muito úteis as matrizes que representam rotação impróprias. Certamente os que possuem em seu computador uma placa de tv já viram, entre as opções de configuração do programa de controle, a opção "espelhar imagem"; que permite, com um clicar de botão, a inversão da imagem gerada na tela do monitor.

## Propriedades

Projeção no espaço tridimensional de uma rotação simples de um objeto no espaço quadridimensional. A dimensionalidade de uma matriz de rotação não precisa, matematicamente, ater-se às três dimensões espaciais conhecidas.

Em se tratando de rotações próprias no espaço tridimensional, verifica-se que:
- {\displaystyle {\mathcal {M}}\in \mathbb {R} ^{N\times N}} é uma matriz de rotação se e somente se {\displaystyle {\mathcal {M}}} for ortonormal.

{\displaystyle {\mathcal {M}}} é ortonormal se o conjunto de seus vetores-coluna (e por tal o conjunto de seus autovetores) formar uma base ortonormal de {\displaystyle \mathbb {R} ^{N\times N}}; ou seja, se os produtos escalares entre os vetores-coluna da matriz, tomados dois a dois, resultarem todos em zero (ortogonalidade); e o produto escalar de qualquer dos vetores-coluna com ele mesmo for unitário (normalização).
- Como se trabalha no espaço dos reais, os elementos da matriz de rotação são também reais.

- A matriz que representa uma sequência de rotações iguala-se ao produto das matrizes que representam as sucessivas etapas, na ordem adequada; e é também uma matriz de rotação (Teorema de Euler). Uma rotação "A"  posteriormente seguida por uma rotação "B" implica:

{\displaystyle {\mathcal {M}}={\mathcal {B}}{\mathcal {A}}}
- Rotações finitas não são comutativas, e assim também não o é o produto de matrizes de rotação:

{\displaystyle {\mathcal {B}}{\mathcal {A}}<>{\mathcal {A}}{\mathcal {B}}}
- A inversa da matriz de rotação é sua transposta:

{\displaystyle {\mathcal {M}}\,{\mathcal {M}}^{-1}={\mathcal {M}}\,{\mathcal {M}}^{\top }={\mathcal {I}}}  ; onde {\displaystyle {\mathcal {I}}} é a matriz identidade .
- O traço de uma matriz de rotação é função do ângulo de rotação a ela associado, e iguala-se à soma de seus autovalores.

No espaço tridimensional:
{\displaystyle Tr({\mathcal {M}})=1+2\cos \theta } 
No espaço bidimensional:
{\displaystyle Tr({\mathcal {M}})=2\cos \theta }
- O determinante de uma matriz de rotação é igual à unidade:

{\displaystyle det{({\mathcal {M}})}=+1}
- As operacões representadas pelas matrizes de rotação permitem associá-las a um grupo de simetrias, o grupo de simetrias SO(n), n correspondendo à dimensão; SO(3) no caso tridimensional. Admitida a inclusão das matrizes que representam rotações impróprias (determinante = -1), tal grupo de matrizes formam uma representação do grupo de simetrias O(3). O "S" no primeiro grupo, SO(n), representa pois uma parte especial (do inglês "special") - um "subgrupo" - do grupo O(n).

## Duas dimensões
Em duas dimensões, a rotação pode ser definida por um único ângulo, {\displaystyle \theta }. Por convenção, ângulos positivos representam rotação dos vetores no sentido horário, ou dos eixos coordenados no sentido anti-horário  . O eixo de rotação nesse caso (o eixo Z) reside fora do espaço em consideração.
A matriz para rotacionar um vetor coluna {\displaystyle {\vec {r}}_{(x,y)}={\begin{bmatrix}x\\y\\\end{bmatrix}}} em coordenadas cartesianas sobre a origem a fim de se obter {\displaystyle {\vec {r}}_{(x',y')}={\begin{bmatrix}x'\\y'\\\end{bmatrix}}} (ver figura) é:
{\displaystyle M_{(\theta )}={\begin{pmatrix}\cos {\theta }&{\mbox{sen }}\theta \\-{\mbox{sen }}{\theta }&\cos {\theta }\end{pmatrix}}} 
de forma que:
{\displaystyle {\vec {r}}_{(x',y')}=M_{(\theta )}{\vec {r}}_{(x,y)}}

## Três dimensões

As matrizes de rotação são importantes no estudo da dinâmica de corpos rígidos extensos.

Em três dimensões, uma rotação pode ser univocamente definida por três ângulos, sendo geralmente utilizados os três ângulos de Euler, {\displaystyle (\alpha ,\beta ,\gamma )}. De forma alternativa e equivalente, em acordo com o Teorema de Euler, uma rotação pode também ser definida por um único ângulo de rotação {\displaystyle \theta } em torno de um eixo de rotação especificado por um vetor unitário, {\displaystyle {\hat {\mathbf {v} }}_{(x,y,z)}}, vetor que, além do eixo, também especifica, mediante a regra da mão direita e a convencão de sinais para os ângulos aqui adotada, o sentido da rotação dos eixos coordenados .
Se a representação se der mediante os ângulos de Euler na convenção X - que implica três rotações sucessivas; a primeira em torno do eixo Z do sistema de coordenadas inicial (ângulo {\displaystyle \alpha }); a segunda em torno do eixo X' do sistema resultante da rotação anterior (ângulo {\displaystyle \beta }) - eixo esse que define a chamada linha de nodo; e a terceira em torno do eixo Z'" do sistema definido após a segunda rotação (ângulo {\displaystyle \gamma }) - a matriz que permite determinar o vetor coluna resultante, em coordenadas cartesianas, escreve-se como o produto das três matrizes individuais que representam, cada qual, uma das rotações citadas. Em termos matemáticos,  {\displaystyle M_{(\alpha ,\beta ,\gamma )}=C_{(\gamma )}B_{(\beta )}A_{(\alpha )}}, onde:
{\displaystyle C_{(\gamma )}={\begin{pmatrix}\cos {\gamma }&{\mbox{sen }}{\gamma }&0\\-{\mbox{sen }}{\gamma }&\cos {\gamma }&0\\0&0&1\\\end{pmatrix}}};{\displaystyle B_{(\beta )}={\begin{pmatrix}1&0&0\\0&\cos {\beta }&{\mbox{sen }}{\beta }\\0&-{\mbox{sen }}{\beta }&\cos {\beta }\\\end{pmatrix}}} ;{\displaystyle A_{(\alpha )}={\begin{pmatrix}\cos {\alpha }&{\mbox{sen }}{\alpha }&0\\-{\mbox{sen }}{\alpha }&\cos {\alpha }&0\\0&0&1\\\end{pmatrix}}}.
A matriz completa, resultante da multiplicação das anteriores na ordem apresentada , é :
{\displaystyle M(\alpha ,\beta ,\gamma )={\begin{bmatrix}\cos \alpha \cos \gamma -{\mbox{sen }}\alpha \cos \beta {\mbox{sen }}\gamma &{\mbox{sen }}\alpha \cos \gamma +\cos \alpha \cos \beta {\mbox{sen }}\gamma &{\mbox{sen }}\beta {\mbox{sen }}\gamma \\-{\mbox{cos }}\alpha {\mbox{sen }}\gamma -{\mbox{sen }}\alpha \cos \beta \cos \gamma &-{\mbox{sen }}\alpha {\mbox{sen }}\gamma +\cos \alpha \cos \beta \cos \gamma &{\mbox{sen }}\beta \cos \gamma \\{\mbox{sen }}\alpha {\mbox{sen }}\beta &-\cos \alpha {\mbox{sen }}\beta &\cos \beta \end{bmatrix}}}
Em termos do vetor unitário {\displaystyle {\hat {\mathbf {v} }}_{(x,y,z)}={\begin{bmatrix}a\\b\\c\\\end{bmatrix}}} que define o eixo de rotação no sistema de coordenadas inicial, a matriz que expressa uma rotação {\displaystyle \theta } do sistema de coordenadas em torno desse vetor em sentido condizente com a regra da mão direita (ou do vetor em sentido contrário), escreve-se como:
{\displaystyle M({\hat {\mathbf {v} }},\theta )={\begin{bmatrix}\cos \theta +(1-\cos \theta )a^{2}&(1-\cos \theta )ab+({\mbox{sen }}\theta )c&(1-\cos \theta )ac-({\mbox{sen }}\theta )b\\(1-\cos \theta )ba-({\mbox{sen }}\theta )c&\cos \theta +(1-\cos \theta )b^{2}&(1-\cos \theta )bc+({\mbox{sen }}\theta )a\\(1-\cos \theta )ca+({\mbox{sen }}\theta )b&(1-\cos \theta )cb-({\mbox{sen }}\theta )a&\cos \theta +(1-\cos \theta )c^{2}\end{bmatrix}}} [carece de fontes?]
Na matriz acima, a fim de garantir-se as unitariedades do vetor {\displaystyle {\hat {\mathbf {v} }}_{(x,y,z)}} e da matriz {\displaystyle M({\hat {\mathbf {v} }},\theta )}, deve-se sempre ter, obrigatoriamente:
{\displaystyle a^{2}+b^{2}+c^{2}=1}
Comparando-se as duas representações anteriores, pode mostrar-se que as três rotações sucessivas implicadas pelos ângulos de Euler correspondem, ao fim, a uma única rotação por um ângulo {\displaystyle \theta } em torno de um único e adequado eixo de rotação {\displaystyle {\hat {\mathbf {v} }}_{(x,y,z)}} tal que:
{\displaystyle \cos {\frac {\theta }{2}}=\cos {\frac {\alpha +\gamma }{2}}\cos {\frac {\beta }{2}}} 
ou, de forma mais explicita:
{\displaystyle \theta =2\arccos \left(\cos {\frac {\alpha +\gamma }{2}}\cos {\frac {\beta }{2}}\right)}
devendo-se nesse caso escolher o arco entre as possíveis soluções adequado à situação física em consideração.